# 暗影獵人

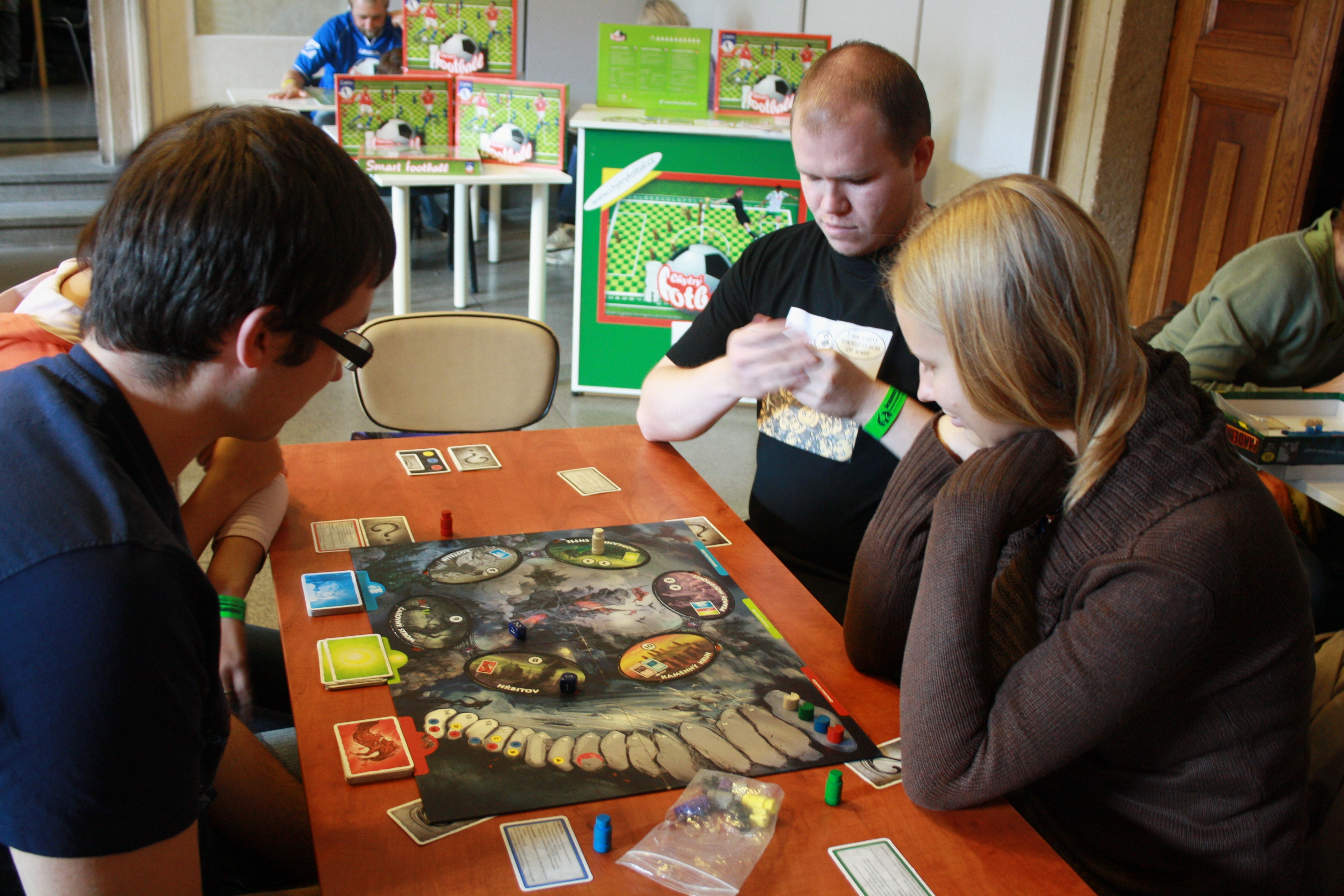
暗影獵人

暗影獵人（シャドウハンターズ）是由日本遊戲公司遊戲共和國 （ゲームリパブリック）在2005年12月22日推出的一種桌上遊戲。有日文版和英文版兩種版本。之後在2006年8月18日推出了補充包。

## 概要
在稱作『惡魔森林』（悪魔の巣食う森）的舞台上，玩家會分到一張角色卡，卡片上的人物分別屬於暗影（Shadow）、獵人（Hunter）和中立三個陣營的角色，遊戲的目的就是玩家們一邊扮演角色卡上的人物並想辦法為達成角色的勝利條件。
暗影的勝利條件為獵人全滅或有三個中立方角色死亡，獵人方的勝利條件為暗影方全滅，中立方的角色則各自有各自的勝利條件。

## 遊戲道具
原遊戲包含有一個遊戲版、八張玩家版、四面和六面骰子各一顆、十六顆木製指示物、六張場地卡、十張角色卡、十六張黑卡、十六張白卡、十六張隱士卡和規則書一份。
之後推出的遊戲擴充包則有十張角色卡、二張隱士卡、二張白卡。

## 遊戲的進行

### 開盤
遊戲一開始，所有玩家會分到一張角色卡和二顆同樣顏色的指示物，以及一張與指示物同色的紙板，二顆指示物必須分別放置在遊戲盤上的血量表和場地區上。
角色卡則必須反蓋在紙板上，不得直接透露角色卡內容，各自扮演的角色只有玩家自己知道，所以玩家必須一邊判斷其他玩家的身分是友是敵，一邊作出牽制和幫助的動作。所有的角色都有自己的特殊能力，玩家可以選擇在自己的回合中公開自己的角色身分來得到使用能力的機會。

### 主要的動作
所有玩家在自己的回合中能做兩個動作－移動和攻擊。

#### 移動
除非受到角色的特殊能力或道具卡影響，所有玩家在自己的回合開始時必須強制執行這個動作。玩家必須執六面和四面的骰子來決定角色移動的目標場地。將二個骰子的點數加總後將場地區的指示物移動到與點數對應的場地，每個場地都有特殊的指令必須執行。

#### 攻擊
移動到目標場地後玩家能夠自行決定是否要攻擊在同樣範圍中的其他玩家角色。指定攻擊目標後，玩家同樣執六面和四面的骰子來決定攻擊值。二顆骰子點數的差值為指定對象受到的攻擊點數，必須把血量表上的指示物依受到的傷害往前移動相應數值，當所有受到的傷害值加總的數值超過角色卡上所記的角色血量，就代表這個角色死亡。

### 場地
有六個場地「墓園」「教堂」「隱士的小屋」「時空之門」「希望與絕望之森」「祭壇」。
隱士小屋
對應數字為2與3，當移動回合執出兩個骰面數字相加為這兩者之一就必須移動到這張場地卡。
指令：抽取一張隱士卡。
時空之門
對應數字為4與5，當移動回合執出兩個骰面數字相加為這兩者之一就必須移動到這張場地卡。
指令：自隱士卡、黑卡或白卡三者中選擇一種抽取一張卡。
教堂
對應數字為6，當移動回合執出兩個骰面數字相加為此數就必須移動到這張場地卡。
指令：抽取一張白卡。
幕園
對應數字為8，當移動回合執出兩個骰面數字相加為此數就必須移動到這張場地卡。
指令：抽取一張黑卡。
希望與絕望的森林
對應數字為9，當移動回合執出這兩個數字就必須移動到這張場地卡。
指令：可以指定任一角色（包括自己），選擇回復其一點生命值或扣兩點生命值。
祭壇
對應數字為10，當移動回合執出兩個骰面數字相加為此數就必須移動到這張場地卡。
指令：搶奪任一角色的裝備卡。

### 道具卡
遊戲中除了角色卡外還包含黑卡、白卡與隱士卡三種道具卡
黑卡
在指示物移動到「墓園」時得以抽一張黑卡，並使用其效果，或當卡片為裝備卡時附帶於角色卡上。
以攻擊類效果居多，包含對暗影方有利的效果。
白卡
在指示物移動到「教堂」時得以抽一張白卡，並使用其效果，或當卡片為裝備卡時附帶於角色卡上。
以防禦類效果居多，包含對獵人方有利的效果
隱士卡
在指示物移動到「隱士小屋」時得以抽一張
這張卡片主要是用來收集未開牌的其他玩家的情報，當抽到隱士卡並讀過上面的效果後，指定一名玩家並在不讓其他玩家看到卡片內容下，將卡片遞給他。
收到其他人遞來的隱士卡的玩家必須遵照卡片上的指示去行動。